# Ga Samgakji
Ga Samgakji (Tiếng Hàn: 삼각지역, Hanja: 三角地驛) là ga trung chuyển cho Tàu điện ngầm vùng thủ đô Seoul tuyến 4 và Tàu điện ngầm Seoul tuyến 6 nằm ở Hangang-ro 1-ga, Yongsan-gu, Seoul. Tên của nhà ga bắt nguồn từ cầu vượt Samgakji ban đầu nằm gần đó và được hoàn thành vào năm 1967. Do lo ngại mặt đất sẽ bị sụt lún khi Tuyến 6 được xây dựng vào những năm 1990 nên cầu vượt Samgakji đã bị phá bỏ vào nửa đêm ngày 9 tháng 7 năm 1994 và không còn tồn tại.

## Lịch sử
- 13 tháng 9 năm 1983: Tên ga quyết định thuộc Ga Samgakji [1]
- 18 tháng 10 năm 1985: Việc kinh doanh bắt đầu với việc khai trương Đại học Hansung ~ Sadang của Tàu điện ngầm Seoul tuyến 4
- 15 tháng 12 năm 2000: Nó trở thành ga trung chuyển với việc khai trương đoạn Eungam ~ Sangwolgok của Tàu điện ngầm Seoul tuyến 6.

## Bố trí ga

### Tuyến số 4 (B2F)
| Đại học Nữ sinh Sookmyung ↑ |
| \| N/B                      |
| ↓ Sinyongsan                |

| Hướng Bắc | ● Tuyến 4 | ← Hướng đi Hoehyeon · Myeong-dong · Chang-dong · Jinjeop      |
| Hướng Nam | ● Tuyến 4 | → Hướng đi Sinyongsan · Ichon · Gwacheon · Geumjeong · Oido → |

### Tuyến số 6 (B4F)
| Công viên Hyochang ↑ |
| E/B W/B \|           |
| ↓ Noksapyeong        |

| Hướng Tây  | ● Tuyến 6 | ← Hướng đi Công viên Hyochang · Gongdeok · Hapjeong · Sân vận động World Cup · Digital Media City · Eungam |
| Hướng Đông | ● Tuyến 6 | → Hướng đi Itaewon · Hangangjin · Dongmyo · Đại học Hàn Quốc · Seokgye · Sinnae →                          |

## Xung quanh nhà ga
| Lối ra \| 나가는 곳 \| Exit \| 出口            | Lối ra \| 나가는 곳 \| Exit \| 出口 |
| ---------------------------------------------- | --- |
| Sử dụng phòng chờ tại Ga Samgakji trên Tuyến 4 | |
| 1                                              | Bộ Quốc phòng · Tham mưu trưởng liên quân Hội nghị quốc phòng Khách sạn quân đội Văn phòng Cựu chiến binh khu vực Seoul Đài tưởng niệm chiến tranh            |
| 2                                              | Samgak Mansion Hangang-ro 1-ga |
| 3                                              | Hướng đi ga Sinyongsan Hiệp hội tương trợ hành chính địa phương Hàn Quốc Bưu điện Yongsan                                                                     |
| 4                                              | Hướng tới Yongsan |
| 5                                              | Trường khiếm thị Seoul Sở cứu hỏa Yongsan |
| 6                                              | Trường tiểu học Yongsan |
| Sử dụng phòng chờ tại Ga Samgakji trên Tuyến 6 | |
| 7                                              | Trường tiểu học Yongsan |
| 8                                              | Trung tâm cộng đồng Wonhyoro 1-dong |
| 9                                              | Yongsan Park Xi Hướng tới ga công viên Hyochang |
| 10                                             | Yongsan Park Xi Hướng tới ga Namyeong Trung tâm Truyền thông Thanh niên Thủ đô Seoul                                                                          |
| 11                                             | Cổng chính Đài tưởng niệm Chiến tranh Hướng tới ga Noksapyeong                                                                                                |
| 12                                             | Yongsan Park Xi Hướng tới ga Namyeong Trung tâm Truyền thông Thanh niên Thủ đô Seoul                                                                          |
| 13                                             | Bộ Quốc phòng · Tham mưu trưởng liên quân Hội nghị quốc phòng Khách sạn quân đội Văn phòng Cựu chiến binh khu vực Seoul Công viên trẻ em Samgakji Đến Itaewon |
| 14                                             | Hangang-ro 1-ga |

## Hình ảnh

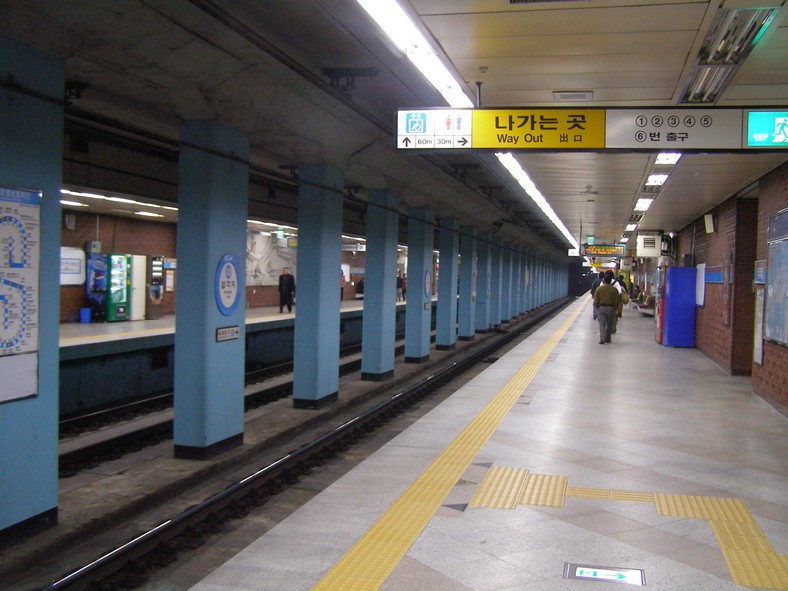
Sân ga tuyến 4 (trước khi lắp cửa chắn)
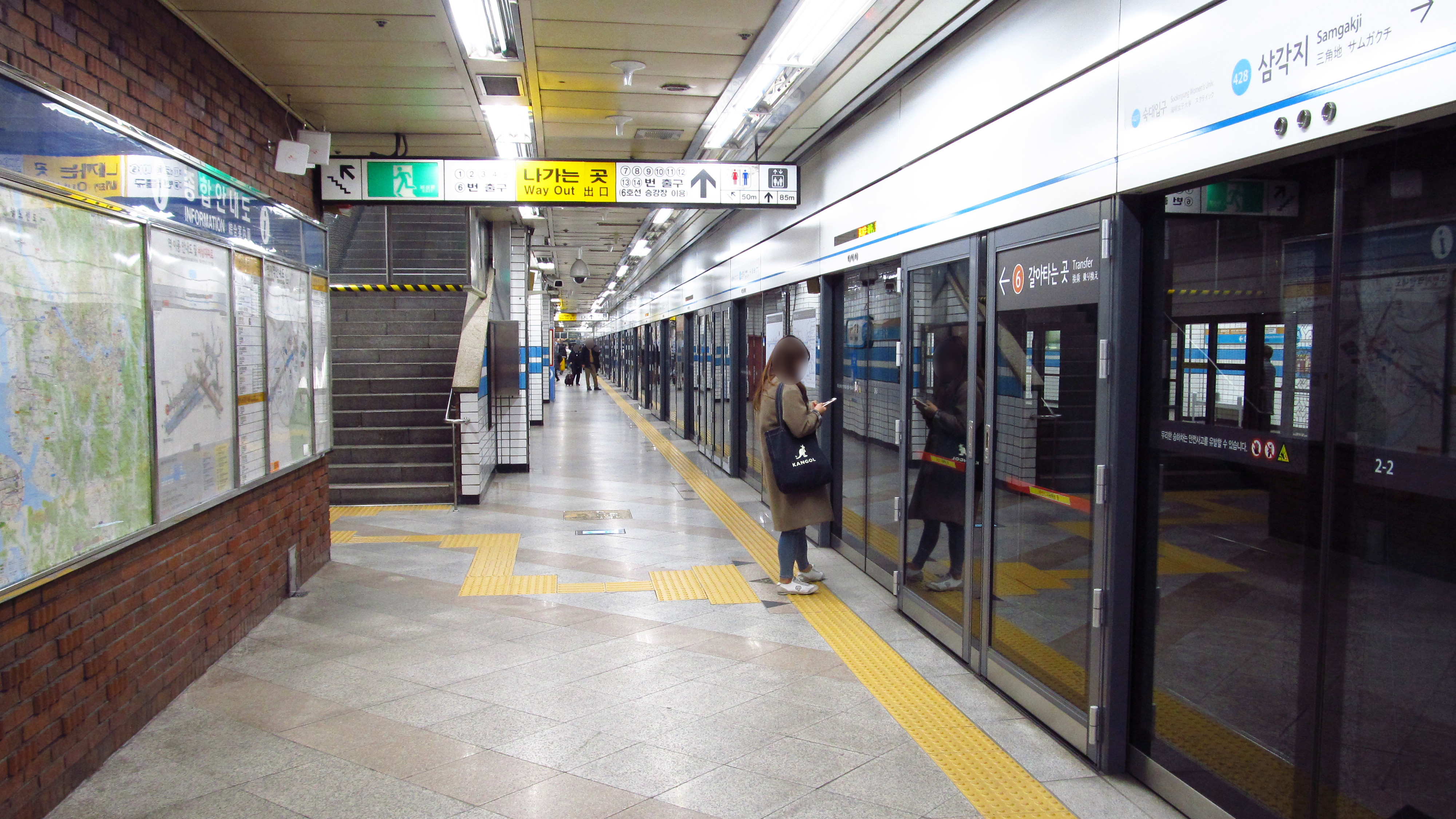
Sân ga tuyến 4
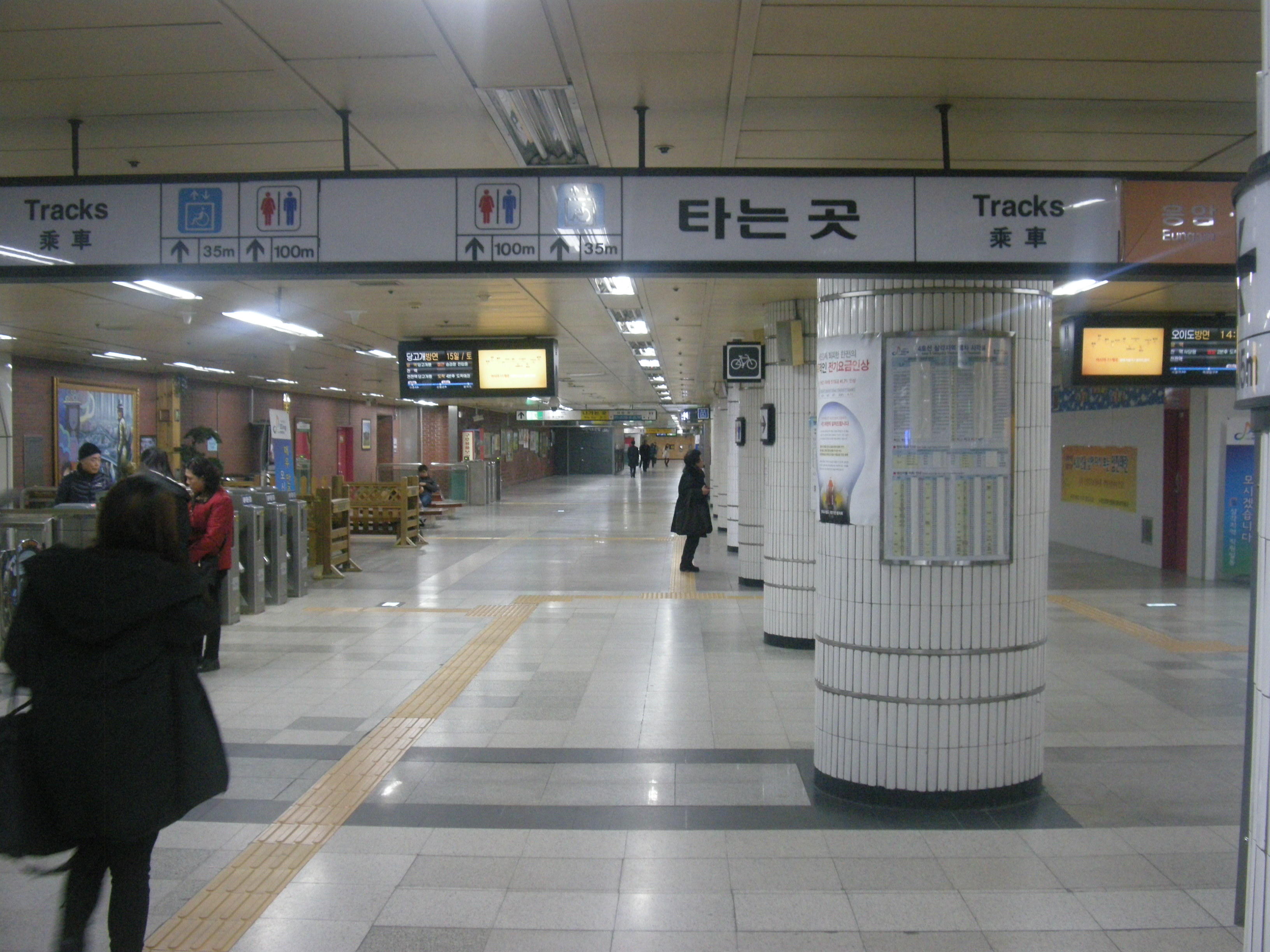
Phòng chờ
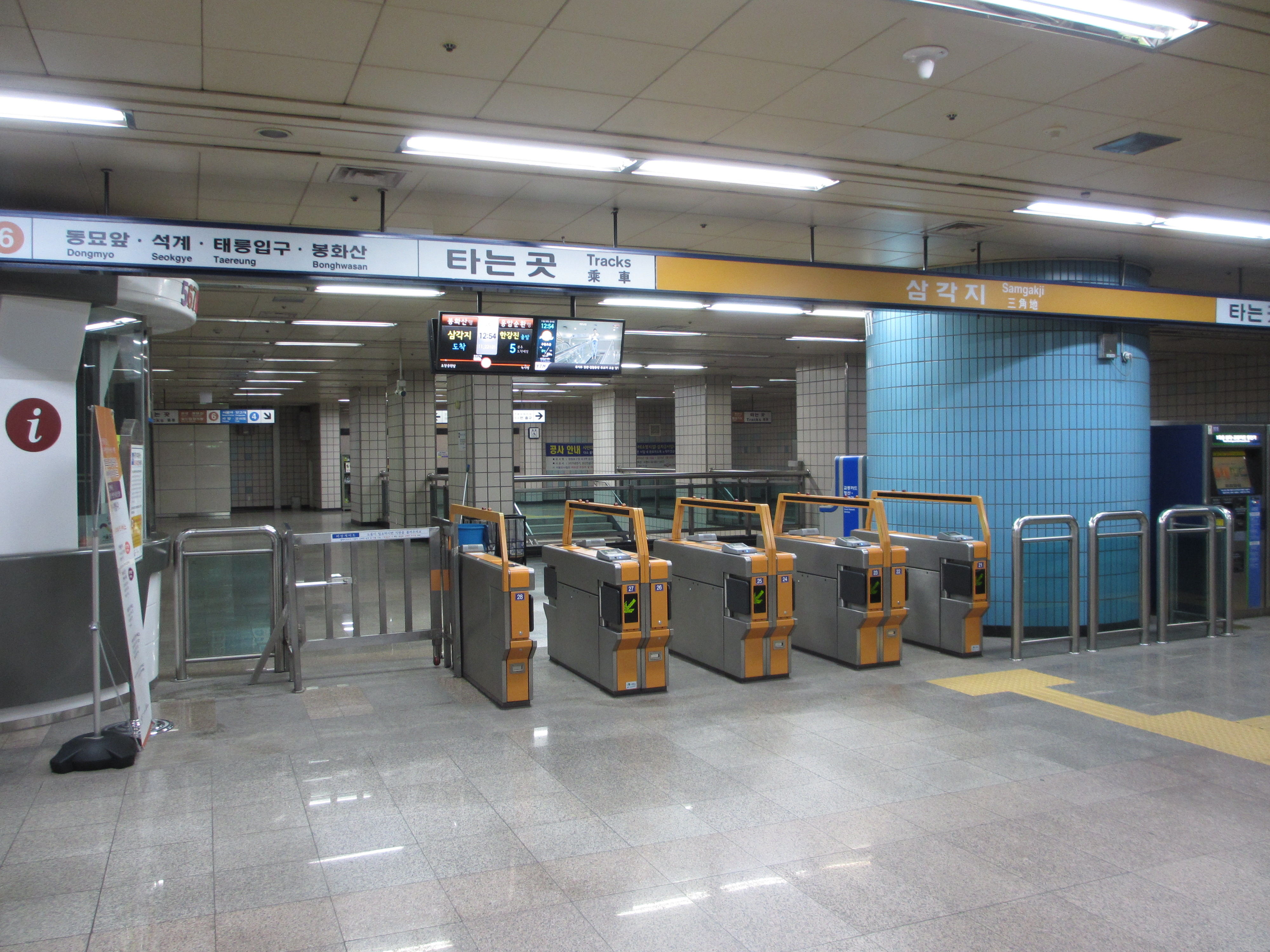
Cửa soát vé
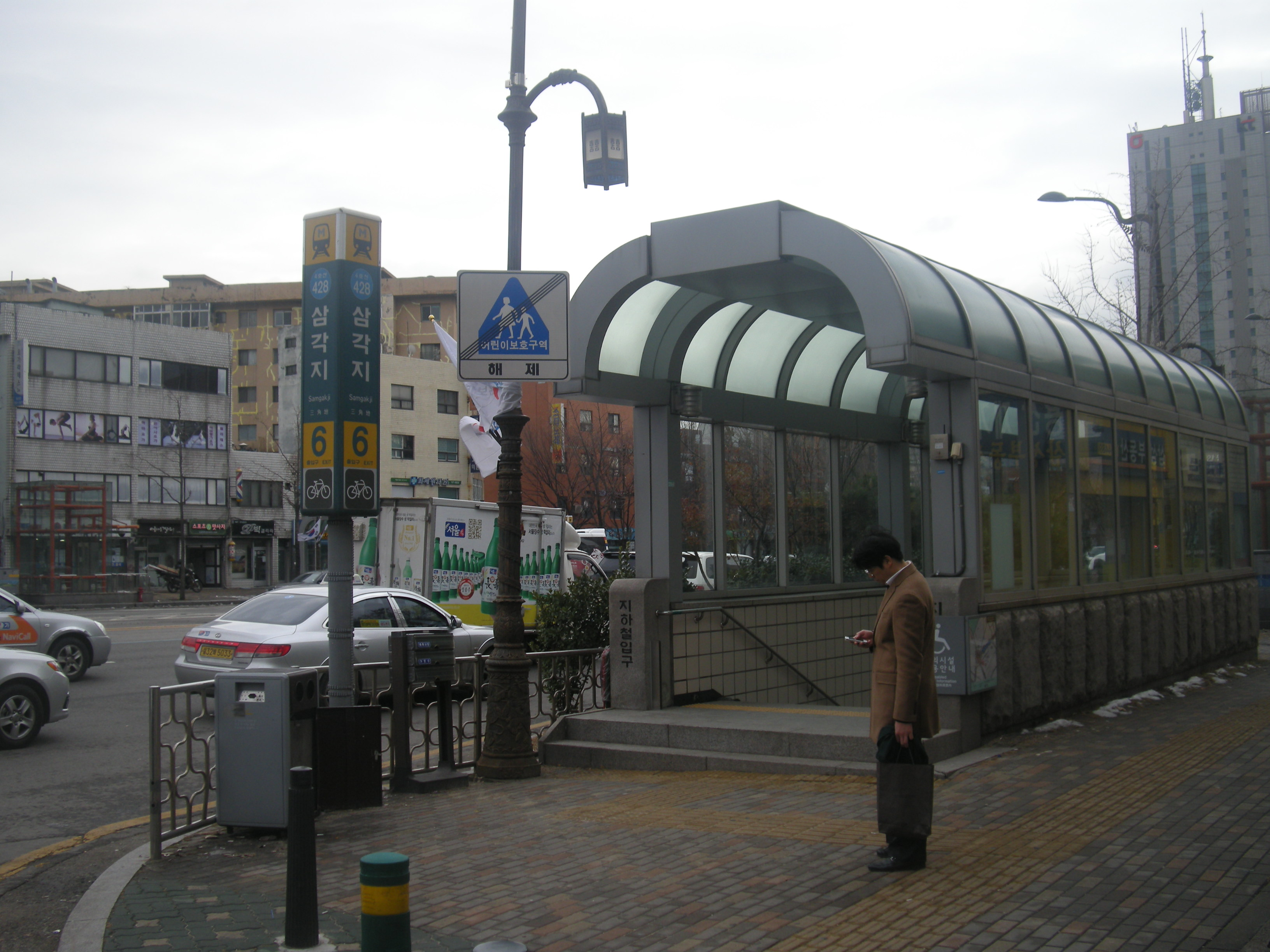
Lối ra 6
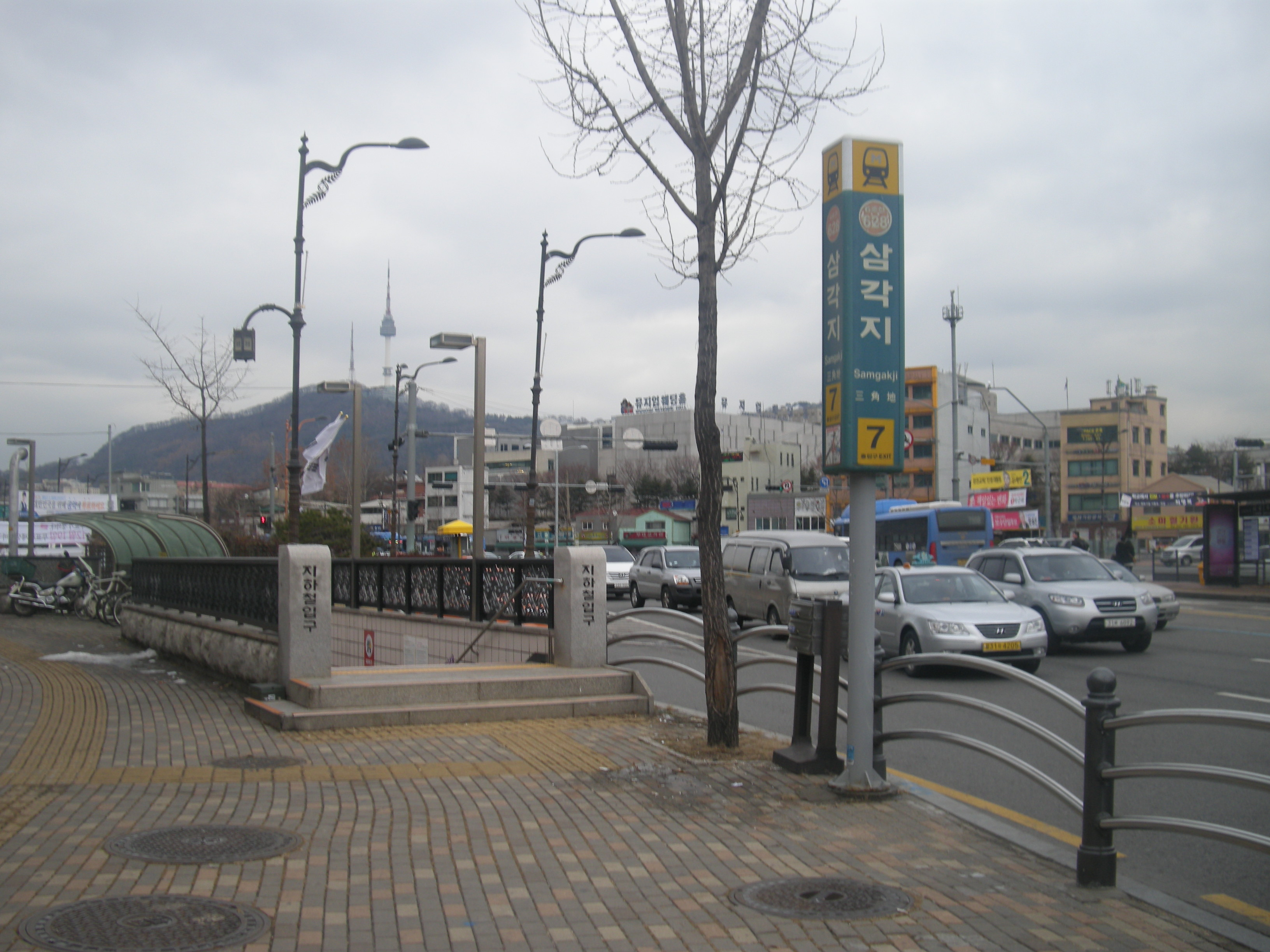
Lối ra 7
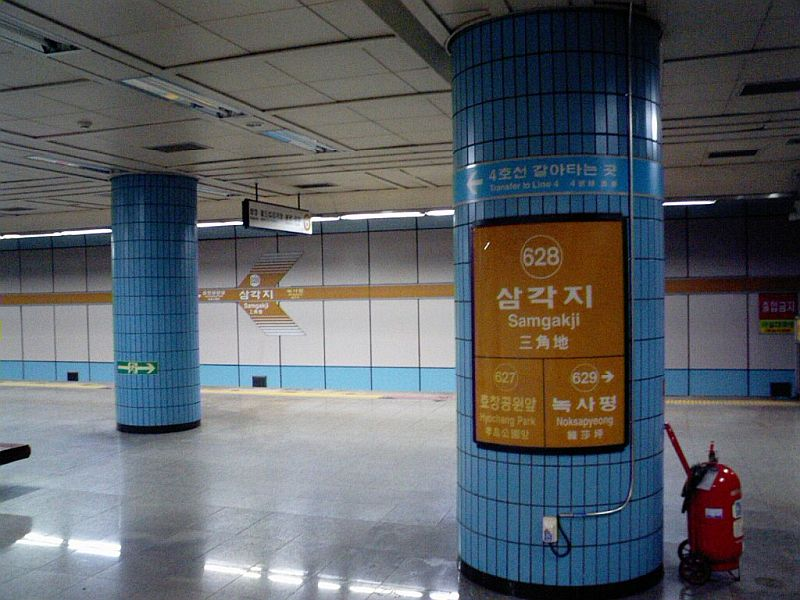
Sân ga tuyến 6 (trước khi lắp cửa chắn)
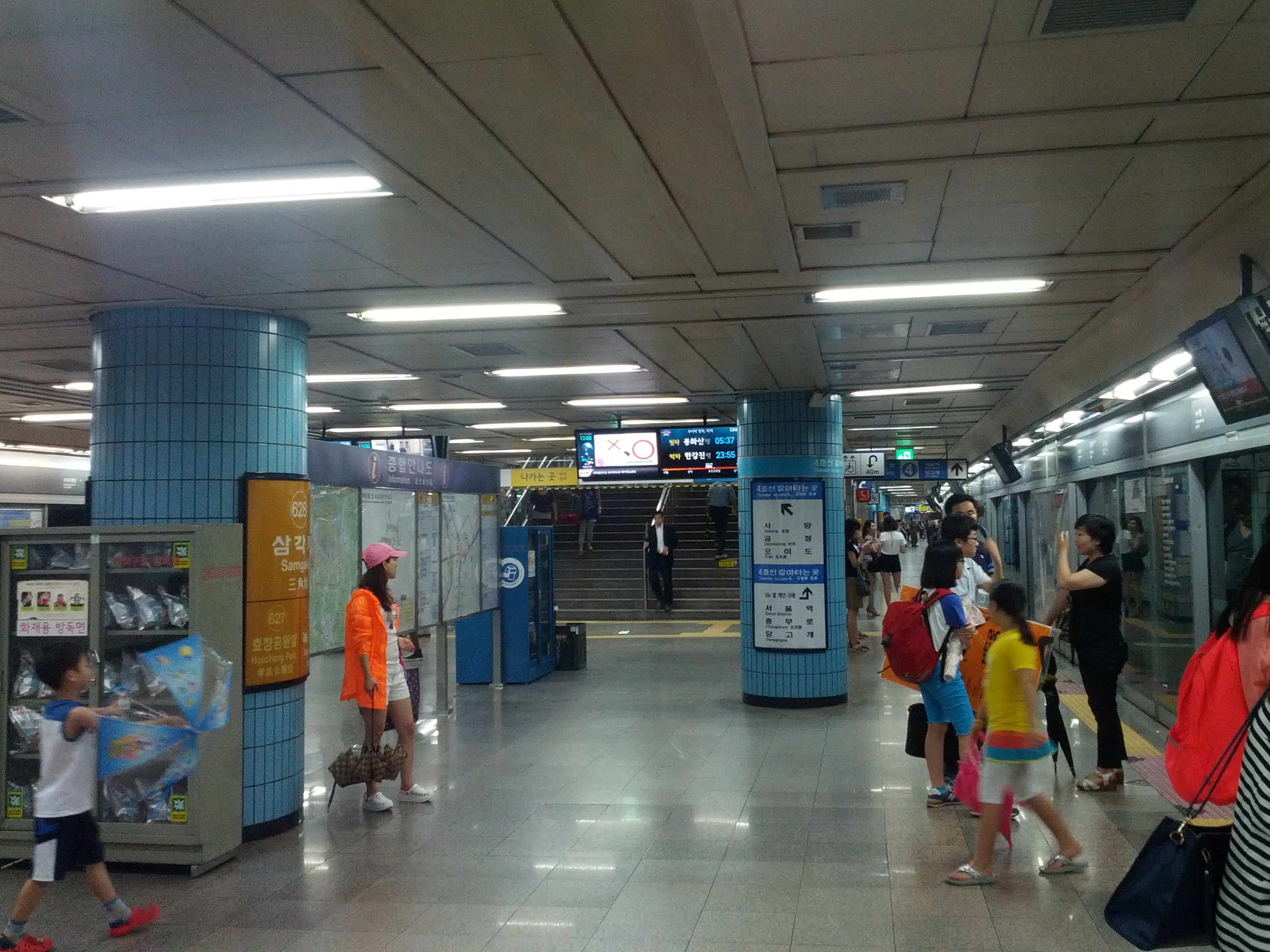
Sân ga tuyến 6